# Schafbrunnen (Dresden)

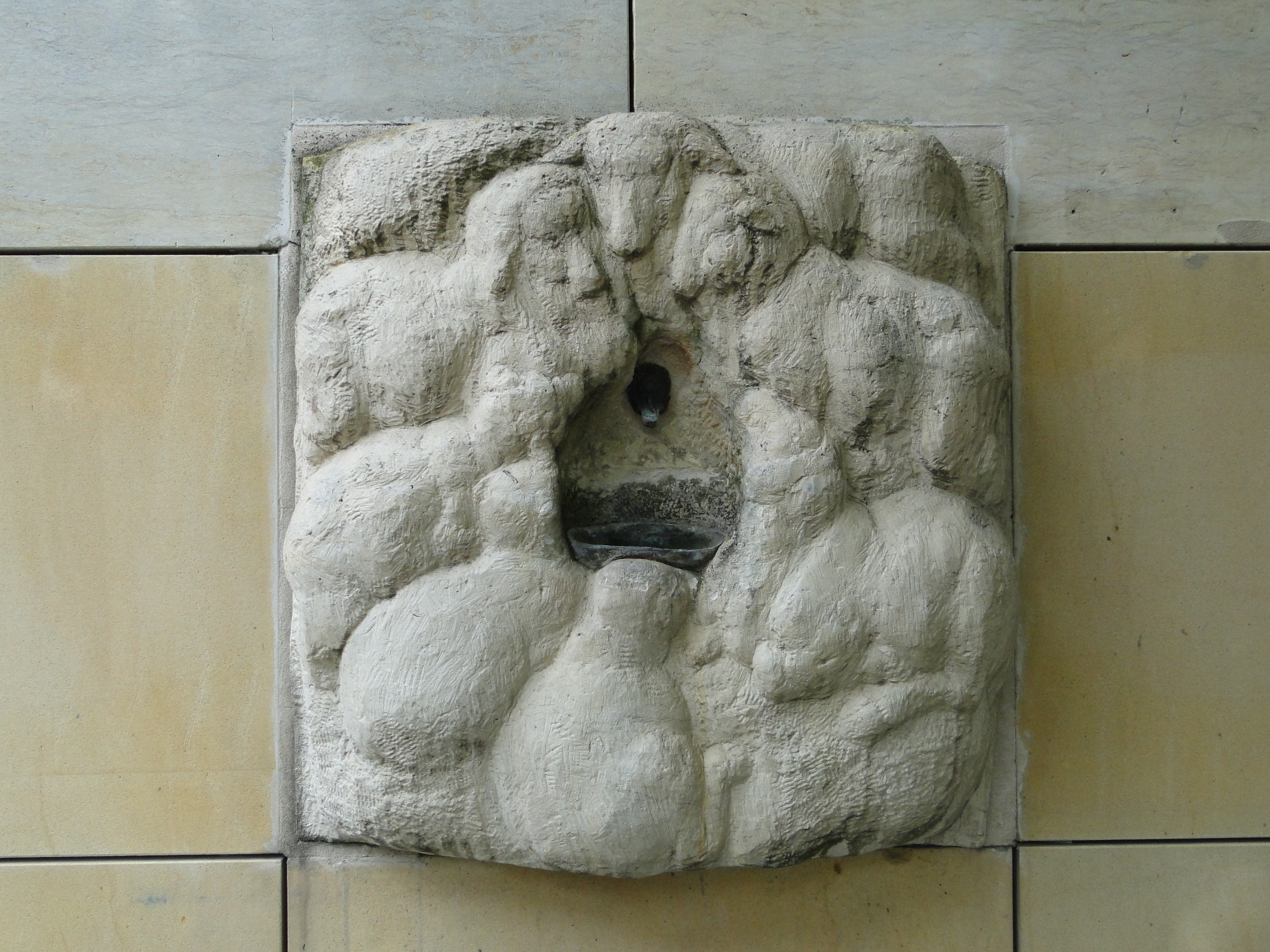
Schafbrunnen in Dresden-Gruna

Der Schafbrunnen in Dresden-Gruna am Bielatalweg, nahe Zwinglistraße neben der Stadtteilbibliothek Gruna, wurde von der Bildhauerin und Graphikerin Charlotte Sommer-Landgraf gestaltet. Die Steinplastik in Form eines Reliefs zeigt im Rund eine Reihe von acht eng beieinander liegenden Schafen, die gewissermaßen den Wandbrunnen umrahmen und selbst zu trinken scheinen. In der Mitte befindet sich die Brunnenschale und ein in Metall getriebener Schafskopf, der als Wasserspeier fungiert. Der vor 1991 stillgelegte Brunnen an der Südseite eines Flachbaus, in dem sich ein Restaurant befindet, ist ein Zierbrunnen beziehungsweise Röhrenbrunnen.